# Login Manager
Ein Login Manager ist ein Login-System für Unix- und unixähnliche Betriebssysteme. Er beinhaltet einen Daemon zum Login (Anmelden), eine Benutzerschnittstelle zur Eingabe der Anmeldedaten und ein System zur Verfolgung einer Login-Session. Sobald ein Benutzer einen Login-Versuch unternimmt, vermittelt der Login Manager zwischen der Benutzeraktivität und einem Authentifizierungssystem.
Da der X Display Manager beim Einloggen zugleich eine grafische Benutzeroberfläche (Abk. GUI von englisch graphical user interface) bietet, gibt es hier mitunter keine Unterscheidung zwischen dem Displaymanager (Verwaltung der Desktop-Umgebung) und dem Login Manager (Verwaltung der Anmeldung).
Systemd verfügt jedoch auch über einen integrierten Login Manager namens logind.